# Dlabačov (ulice)
Ulice Dlabačov na Hradčanech v Praze spojuje křižovatku ulic Bělohorská a Myslbekova s ulicemi Keplerova a Pohořelec. Nazvána je na počest strahovského knihovníka, hudebníka a teoretika Bohumíra Jana Dlabače (1758-1820). První přibližně čtvrtina ulice tvoří hranici mezi městskýmí částmi Hradčany a Střešovice. Na sousední Bělohorské ulici číslo 24 je kino Dlabačov.

## Historie a názvy
Ve středověku vedla v okolí ulice stará stezka od západu přes dnešní Bělohorskou ulici a ulici Pohořelec až na Pražský hrad. Bohumír Jan Dlabač pracoval ve Strahovské knihovně v nedalekém Strahovském klášteře.